# OFK Pomorie
Der OFK Pomorie (bulgarisch ОФК Поморие, von bulg. Общински футболен клуб/Obschtinski futbolen Klub) ist ein bulgarischer professioneller Fußballverein aus der Stadt Pomorie. Der Klub spielt in der Saison 2018/19 in der bulgarischen B Grupa. Derzeitiger Trainer ist Radoslaw Bojanow.

## Geschichte
OFK Pomorie wurde 1924 unter dem Namen Rekord gegründet. Zwischen 1944 und 1957 hieß er Nikolaj Laskow. Der Name kam von einem bulgarischen Politiker der in Pomorie starb. Später änderte der Club zwei Mal seinen Namen in Tscherweno sname und FK Pomorie, hatte aber keine größeren Erfolge. 2002 schaffte Pomorie den Aufstieg in die W Grupa. In der Saison 2003/04 gewann der Klub das "kleine Double", nämlich den bulgarischen Amateurpokal und die W Grupa Südost. Bis 2006 spielte der Verein in der B Grupa, bevor er wieder in die W Grupa abstieg. 2009 schaffte der Klub aber wieder die Rückkehr in die B Grupa. 
Nach dem Anschluss von Naftex Burgas hieß der Klub Tschernomorez Pomorie, der neuer Trainer wurde Petar Chubtschew. In der Saison 2009/10 schaffte Pomorie den bisher größten Erfolg, als man das bulgarische Pokalfinale gegen Beroe Stara Sagora erreichte. Das Spiel wurde im Gradski stadion Lowetsch ausgetragen, ging aber 1:0 verloren. Tschernomorez Pomorie war nach FC Tschernomorez Burgas der zweite B Grupaverein der je das bulgarische Pokalfinale erreichte. In der nächsten Saison 2010/11 gewann Tschernomorez Pomorie das Relegationsspiel für die erste bulgarische Liga. Da jedoch der Klub die Lizenzbedingungen nicht erfüllte, erfolgte keine Debüt in der Ersten Liga. Am Ende der Saison wechselte Chubtschew als Trainer zu Botew Plowdiw. Neuer Trainer in Pomorie wurde Nedeltscho Matuschew.
Seit dem 15. September 2012 nennt sich der Verein OFK Pomorie.
- - 1924 = Rekord
- - 1934 = Schipka
- - 1944 = Nikolaj Laskow
- - 1949 = Tscherweno sname
- - 1957 = Nikolaj
- - 1980 = Tscherno More
- - 1995 = FK Pomorie
- - 2004 = PFK Pomorie
- - 2009 = PFK Tschernomorez
- - 2012 = OFK Pomorie

## Stadion
Der Verein spielt im Pomorie Stadion, welches 3.000 Sitzplätze bietet.

## Erfolge
- Bulgarischer Fußballpokal: 2010 (Finale gegen Beroe Stara Sagora mit 0:1 verloren)
- W Grupa Südost Sieger 2003

## Bekannte Spieler
- Georgi Kostadinow: U21-Nationalspieler Bulgariens
- Georgi Tschakarow: Profi bei Lewski Sofia